# Qiansuo (köpinghuvudort i Kina, Liaoning Sheng, lat 40,09, long 119,95)
Qiansuo (kinesiska: 前所, 前所镇) är en köpinghuvudort i Kina. Den ligger i provinsen Liaoning, i den nordöstra delen av landet, omkring 350 kilometer sydväst om provinshuvudstaden Shenyang. Antalet invånare är 23 763. Befolkningen består av 11 508 kvinnor och 12 255 män. Barn under 15 år utgör 16,0 %, vuxna 15-64 år 75 %, och äldre över 65 år 8,0 %.
Runt Qiansuo är det tätbefolkat, med 636 invånare per kvadratkilometer. Närmaste större samhälle är Shanhaiguan, 19,8 km sydväst om Qiansuo. Trakten runt Qiansuo består till största delen av jordbruksmark.
Genomsnittlig årsnederbörd är 835 millimeter. Den regnigaste månaden är juli, med i genomsnitt 208 mm nederbörd, och den torraste är januari, med 3 mm nederbörd.